# Kanton Meung-sur-Loire
Kanton Meung-sur-Loire (francouzsky Canton de Meung-sur-Loire) je francouzský kanton v departementu Loiret v regionu Centre-Val de Loire. Tvoří ho 32 obcí. Před reformou kantonů 2014 ho tvořilo 10 obcí.

## Obce kantonu
od roku 2015:
| - Artenay - Le Bardon - Boulay-les-Barres - Bricy - Bucy-le-Roi - Bucy-Saint-Liphard - Cercottes - Chaingy - La Chapelle-Onzerain - Charsonville - Chevilly - Coinces - Coulmiers - Épieds-en-Beauce - Gémigny - Gidy | - Huêtre - Huisseau-sur-Mauves - Lion-en-Beauce - Meung-sur-Loire - Patay - Rouvray-Sainte-Croix - Rozières-en-Beauce - Ruan - Saint-Ay - Saint-Péravy-la-Colombe - Saint-Sigismond - Sougy - Tournoisis - Trinay - Villamblain - Villeneuve-sur-Conie |

před rokem 2015:
- Baccon
- Le Bardon
- Chaingy
- Charsonville
- Coulmiers
- Épieds-en-Beauce
- Huisseau-sur-Mauves
- Meung-sur-Loire
- Rozières-en-Beauce
- Saint-Ay